# Mario Beccaria
Mario Beccaria (Sant'Angelo Lodigiano, 18 juni 1920 – aldaar, 22 november 2003) was een Italiaans politicus van de Democrazia Cristiana en later van de Partito Popolare Italiano.
Hij sloot zich aan bij de Democrazia Cristiana en later bij de Partito Popolare Italiano, opgericht in 1994.
In 1960 werd hij verkozen tot burgemeester van zijn geboortestad Sant'Angelo Lodigiano; in 1964 verloor hij deze functie aan Giancarlo Manzoni, die al eerder burgemeester was in Sant'Angelo.
Daarna was Beccaria van 1968 tot 1976 lid van de Kamer van Afgevaardigden.
In Sant'Angelo Lodigiano is een straat naar hem vernoemd.